# Internettets sidste side
Der eksisterer adskillige websider på internettet , som hævder at være internettets sidste side. Som regel indeholder "internettets sidste side" ingen links. De er oprettet med formålet at være en vittighed.
I samme genre er Turn Off The Internet (sluk internettet), som ikke kun er "internettets sidste side", men angiveligt også tillader dig at slukke hele internettet ved at klikke med musen.
En parodi på vittigheden "internettets sidste side" er internettets første side, hvorimod denne side Middle Page of the Internet ser ud til på seriøs måde at lave en selvstabiliserende www-side, der er i stand til at lave nødvendige justeringer, med henblik på at være i midten af World Wide Web.
Nogen har også lavet internettets ende.
Stringent set er sådanne sider den første eller sidste side af World Wide Web, ikke hele internettet. World Wide Web er jo kun en del af internettet.